# Умберто Сельветті
Умберто Сельветті (ісп. Humberto Selvetti, 31 березня 1932 — 1992) — аргентинський важкоатлет.
Срібний призер Олімпійських Ігор 1956 року в важкій вазі, бронзовий призер 1952 року в важкій вазі, учасник 1964 року.
Срібний призер Панамериканських ігор 1955 (суперважка вага), 1959 (суперважка вага) років.
Срібний призер Чемпіонату світу 1957 року в важкій вазі, бронзовий призер 1953 року в важкій вазі.